# Tir aux Jeux méditerranéens de 2018
Navigation
Édition 2013 Oran 2022
Les compétitions de tir sportif des Jeux méditerranéens de 2018 ont lieu du 23 au 24 juin 2018 à Tarragone.

## Médaillés

### Hommes
| Épreuve                     | Or                                    | Argent                            | Bronze                          |
| --------------------------- | ------------------------------------- | --------------------------------- | ------------------------------- |
| Carabine à air comprimé 10m | Milutin Stefanovic (SRB) 247,5 pts    | Jorge Diaz Garcia (ESP) 247,2 pts | Simon Weithaler (ITA) 225,3 pts |
| Pistolet à air comprimé 10m | Damir Mikec (SRB) 240,9 pts           | Kevin Venta (SVN) 237,5 pts       | João Costa (POR) 217,0 pts      |
| Fosse olympique             | Antonio Bailon Rodriguez (ESP) 47 pts | Ahmed Kamar (EGY) 46 pts          | Giovanni Pellielo (ITA) 37 pts  |

### Femmes
| Épreuve                     | Or                                 | Argent                              | Bronze                             |
| --------------------------- | ---------------------------------- | ----------------------------------- | ---------------------------------- |
| Carabine à air comprimé 10m | Andrea Arsovic (SRB) 246,9 pts     | Martina Ziviani (ITA) 246,8 pts     | Ziva Dvorsak (SVN) 225,9 pts       |
| Pistolet à air comprimé 10m | Anna Korakaki (GRE) 240,2 pts      | Zorana Arunovic (SRB) 239,9 pts     | Afaf Elhodhod (EGY) 214,6 pts      |
| Fosse olympique             | Alessandra Perilli (SMR) 41 pts +3 | Fatima Galvez Marin (ESP) 41 pts +2 | Marialucia Palmitessa (ITA) 31 pts |

## Tableau des médailles
*  Pays organisateur 
| Rang  | Nation      | Or | Argent | Bronze | Total |
| ----- | ----------- | -- | ------ | ------ | ----- |
| 1     | Serbie      | 3  | 1      | 0      | 4     |
| 2     | Espagne     | 1  | 2      | 0      | 3     |
| 3     | Grèce       | 1  | 0      | 0      | 1     |
| 3     | Saint-Marin | 1  | 0      | 0      | 1     |
| 5     | Italie      | 0  | 1      | 3      | 4     |
| 6     | Égypte      | 0  | 1      | 1      | 2     |
| 6     | Slovénie    | 0  | 1      | 1      | 2     |
| 8     | Portugal    | 0  | 0      | 1      | 1     |
| Total | Total       | 6  | 6      | 6      | 18    |